# Liste der Monuments historiques in Rosporden
Die Liste der Monuments historiques in Rosporden führt die Monuments historiques in der französischen Gemeinde Rosporden auf.

## Liste der Bauwerke
| Bezeichnung                       | Beschreibung | Standort                 | Kennzeichnung | Schutzstatus | Datum | Bild           |
| --------------------------------- | ------------ | ------------------------ | ------------- | ------------ | ----- | -------------- |
| Kapelle Saint-Maurice du Moustoir |              | (Lage)                   | PA00090406    | Classé       | 1910  | weitere Bilder |
| Kirche Notre-Dame                 |              | Place de l’Église (Lage) | PA00090407    | Classé       | 1914  | weitere Bilder |

## Liste der Objekte
- Monuments historiques (Objekte) in Rosporden in der Base Palissy des französischen Kultusministerium